# Ermida de Santo António (Monchique)
A Ermida de Santo António é um monumento religioso na vila de Monchique, no Distrito de Faro, em Portugal. Foi transformada num espaço cultural, a Galeria de Santo António.

## Descrição e história
O edifício está situado junto à Calçada de Santo António, no centro da vila de Monchique.
A ermida foi construída em data desconhecida, embora seja provavelmente do século XVIII, devido aos resultados das escavações feitas no local, além que são desse período as mais antigas referências ao edifício. Com efeito, o mais antigo documento que aponta para a sua existência data de 7 de Junho de 1754, e refere-se a uma visita pastoral do Bispo do Algarve, D. Lourenço de Santa Maria e Melo. Porém, não foram feitas quaisquer apontamentos sobre a ermida nas memórias paroquiais de 1758, que foram criadas para registar os estragos causados pelo Sismo de 1755.
O edifício terá deixado de ter funções religiosas entre 1803 e 1853, passando a ter outras utilizações. Foi depois vendida em praça, tendo sido integrada na Quinta de Santo António. Foi-lhe acrescentado um primeiro andar, que servia como residência, enquanto que o piso térreo passou a ser utilizado como abrigo para animais. Esta alteração provocou danos no interior da estrutura original, levando ao corte dos altares. Sobreviveram ainda alguns elementos do edifício original, nomeadamente alguns indícios de frescos com formas geométricas, que provavelmente faziam parte da decoração dos altares. Posteriormente o imóvel foi adquirido pela Câmara Municipal de Monchique, que o recuperou e o adaptou para um espaço cultural, a Galeria de Santo António, que serve para a organização de concertos e exposições temporárias.
Durante as escavações arqueológicas em 2000, foram identificadas cinco fases cronológicas do local, correspondentes à sua construção, utilização, abandono e demolição. Em todas estas fases foram descobertas sepulturas, utilizando um sistema em que um caixão, revestido de uma mortalha, era colocado numa cova no solo, que era depois coberta por cal. Foram encontrados vários esqueletos, quase todos em mau estado de conservação, além de outros materiais, como cerâmica comum e faianças do século XVIII.

## Leitura recomendada
- PIRES, Alexandra; FERREIRA, Nathalie Antunes (2003). «A Ermida de Santo António (Monchique)». Era Arqueologia (5). Lisboa. p. 3653